# Virola divergens
Virola divergens är en tvåhjärtbladig växtart som beskrevs av Adolpho Ducke. Virola divergens ingår i släktet Virola och familjen Myristicaceae. Inga underarter finns listade i Catalogue of Life.